# En annan historia: om Barumskvinnan, Mama Masika och 49 andra personer alla bör känna till
En annan historia: om Barumskvinnan, Mama Masika och 49 andra personer alla bör känna till är en bok utgiven 2017 som är sammanställd av Lina Thomsgård. 
I förordet till boken uppger Thomsgård hur hon på olika sätt blivit varse den stora underrepresentationen av kvinnor i historieskrivning och litteratur. Hon nämner slutsatserna i den granskning som gjordes 2010 i rapporten Kvinnor, män och jämställdhet i läromedel i historia av Ebba Witt-Brattström och Ann-Sofie Ohlander som tydliggör en väsentlig underrepresentation. Hon nämner även sin förundran över när hon första gången hörde talas om den kvinnliga äventyraren Aina Cederblom, där liknande manliga äventyrare får stor plats i massmedia och böcker.
Hon kontaktade sedan 2016 ett stort antal skribenter och inbjöd dem att välja en kvinna att berätta om på sitt eget sätt, en kvinna som skribenten anser att alla borde känna till. Resultatet blev en antologi med 51 författare som skildrat 51 livsöden.
Recensenten Tove Folkesson finner i boken "en annan historia", där det i raden av hjältinnor uppstår en ny norm där en annan världsbild skymtar, med berättelser som jämnar väg, bryter mark och lägger ut räls.

## Utgåva
- Thomsgård Lina, red (2017). En annan historia: om Barumskvinnan, Mama Masika och 49 andra personer alla bör känna till. Stockholm: Volante. Libris 19451535. ISBN 9789188123459

## Lista över beskrivna personer och författare
| #  | Person                    | Författare                |
| -- | ------------------------- | ------------------------- |
| 1  | Kátia Lund(en)            | Wanda Bendjelloul         |
| 2  | Lucille Clifton(en)       | Valerie Kyeyune Backström |
| 3  | Sylvia Rivera             | Tone Schunnesson          |
| 4  | Googoosh                  | Tara Moshizi              |
| 5  | Kerstin Hesselgren        | Susanna Alakoski          |
| 6  | Nettie Honeyball(en)      | Simon Bank                |
| 7  | Katie Sandwina            | Sara Martinsson           |
| 8  | Anna Ekelöf               | Sanna Lundell             |
| 9  | Susanne Brink             | Patrik Lundberg           |
| 10 | Aspasia                   | Nike Markelius            |
| 11 | Lili Elbe                 | Natalia Kazmierska        |
| 12 | Oum Kalthoum              | Nadia Jebril              |
| 13 | Elinor Ostrom             | Micael Dahlen             |
| 14 | Kathy Acker               | Martina Montelius         |
| 15 | Shirley Chisholm          | Martin Gelin              |
| 16 | Sister Rosetta Tharpe     | Marimba Roney             |
| 17 | Germaine de Staël         | Malte Persson             |
| 18 | Mama Masika               | Magda Gad                 |
| 19 | Sapfo                     | Lisa Magnusson            |
| 20 | Ria Wägner                | Lisa Förare Winbladh      |
| 21 | Fatima al-Fihri           | Lisa Ehlin                |
| 22 | Elizabeth Jane Howard(en) | Kristofer Ahlström        |
| 23 | Mercedes Sosa             | Kristina Lindquist        |
| 24 | Thora Dardel              | Klas Ekman                |
| 25 | Alice Timander            | Karin Thunberg            |
| 26 | Britt Wadner              | Kalle Lind                |
| 27 | Anna Sterky               | Jonna Sima                |
| 28 | Johanna Bowall Hedén      | Johanna Palmström         |
| 29 | Margery Kempe             | Johanna Koljonen          |
| 30 | Suzanne Lengelen          | Johanna Frändén           |
| 31 | Dorothy Parker            | Jenny Lindh               |
| 32 | Augusta Tonning           | Jenny Damberg             |
| 33 | Artemisia Gentileschi     | Jenny Aschenbrenner       |
| 34 | Ada Lovelace              | Isobel Hadley-Kamptz      |
| 35 | Diana Miller              | Ida Therén                |
| 36 | Sirimavo Bandaranaike     | Federico Rodriguez Moreno |
| 37 | Sarah Baartman            | Fanna Ndow Norrby         |
| 38 | Barumskvinnan             | Eva Franchell             |
| 39 | Joan Clarke(en)           | Elsa Westerstad           |
| 40 | Moa Martinson             | Ebba Witt-Brattström      |
| 41 | Birgitta Odén-Dunér       | Bodil Jönsson             |
| 42 | Margareta Toss            | Björn af Kleen            |
| 43 | Funmilayo Ransome-Kuti    | Bilan Osman               |
| 44 | Mina Assadi               | Behrang Behdjou           |
| 45 | Hildegard av Bingen       | Annika Norlin             |
| 46 | Eva Remaeus               | Annika Lantz              |
| 47 | Harriet Tubman            | Anneli Jordahl            |
| 48 | Britt Lindeborg           | Anna Charlotta Gunnarson  |
| 49 | Muriel Siebert(en)        | Andreas Cervenka          |
| 50 | Barbro Alving             | Ana Udovic                |
| 51 | Lou Andreas-Salomé        | Alice Kassius Eggers      |